# Hellénisation
L'hellénisation est un concept d'histoire culturelle désignant l'adoption de la culture grecque (l'hellénisme), ou du moins de certains de ses aspects, par des individus non-grecs durant l'Antiquité. Ce terme est en particulier employé pour l'époque hellénistique (323-30 av. J.-C.), durant laquelle la culture grecque connaît une expansion géographique sans précédent à la suite des conquêtes d'Alexandre le Grand en Asie et en Égypte, puis de la constitution par ses successeurs de plusieurs royaumes dans lesquels une élite grecque domine des populations majoritairement non-grecques. 
Ce terme a fait l'objet de nombreuses discussions par les historiens. Les plus anciennes approches l'analysaient sous l'angle de la fusion des cultures et de la domination de la culture grecque sur les cultures indigènes des pays dominés par des Grecs. Les approches plus récentes ont souligné l'aspect réducteur et problématique du terme, qui ne suffit pas à rendre la complexité des interactions et des transferts culturels qui ont lieu à cette période.

## Origines et histoire du concept
La notion d'« hellénisation » trouve son origine dans le concept d'« hellénisme » (Hellenismus) forgé par l'historien allemand Johann Gustav Droysen (1808-1884), d'abord en 1833 dans un ouvrage consacré à Alexandre le Grand, puis dans une Histoire de l'Hellénisme (Geschichte des Hellenismus, 1836-1843) inachevée,. Cette notion est dérivée des termes antiques hellenismos (« hellénisme ») employé dans le Deuxième Livre des Maccabées (4:13) pour qualifier la culture grecque, et hellenistai (« hellénistes »), qui sert à désigner dans les Actes des Apôtres (6:1 ; 9:29) les disciples de Jésus qui parlent grec (voire qui sont de culture grecque). Droysen le reprend pour désigner l'ère ouverte par les conquêtes d'Alexandre, vu comme un héros civilisateur, durant laquelle Occident et Orient s'entremêlent et fusionnent, sous la domination culturelle grecque, qui donne une nouvelle culture accouchant finalement de la culture judéo-chrétienne et du christianisme, quintessence selon lui de cette synthèse gréco-orientale « hellénistique »,. Cette approche, qui voit en Alexandre une sorte de héros civilisateur planifiant de manière délibérée une fusion des cultures, est fortement marquée par le contexte colonialiste du XIXe siècle et de la première partie du XXe siècle.
Les notions forgées par Droysen ont eu une grande influence bien qu'elles aient été critiquées et modifiées. Dans son acception traditionnelle, la notion d'hellénisation « peut englober toutes sortes de comportements culturels, depuis l’utilisation de la langue jusqu’à l’adoption de formes vestimentaires grecques, en passant par la culture intellectuelle. Un lieu ou un groupe de personnes peut être décrit comme ayant été « hellénisé », comme récepteur passif d’une influence culturelle. » Elle est surtout mobilisée pour expliquer les tendances culturelles de l'époque hellénistique (323-31/30 av. J.-C.), bien que ce phénomène se décèle avant en certains endroits, comme dans l'Asie Mineure des Ve siècle av. J.-C. et IVe siècle av. J.-C. et se prolonge durant l'époque impériale romaine dans la partie orientale de l'empire, où la culture grecque reste dominante.
Le contexte de la décolonisation a donné lieu à de nouvelles approches rééquilibrant le tableau au profit des non-Grecs, tout en analysant la position des royaumes grecs comme celle de puissances coloniales s'imposant dans un contexte où l'élément grec est démographiquement minoritaire. Arnaldo Momigliano (Alien Wisdom: The limits of Hellenization, 1975) a en mis en avant les limites de l'hellénisation. Claire Préaux (Le monde hellénistique, 1978) a souligné le fait que le phénomène rencontrait des résistances et variait beaucoup selon les régions. Par la suite les comportements des récepteurs de la culture grecque ont été plus mis en avant, notamment le fait qu'ils soient acteurs de leur propre hellénisation et puissent procéder à des sélections en fonction du contexte dans lequel ils évoluent (en sachant que les royaumes grecs n'ont jamais conduit de politique délibérée d'hellénisation) et de leurs motivations. « L'adoption de la culture grecque par d'autres groupes était un processus beaucoup plus actif, réciproque et créatif (que supposé). »
La notion de fusion des cultures a donc été délaissée au profit de concepts tels que l'acculturation, puis celui de transfert culturel et de sociétés multiculturelles. Les approches se sont aussi focalisés sur les notions d'identité et de changement culturel, avec les concepts d'ethnicité, de créolisation et d'hybridation. On a en particulier mis en avant le fait que l'appropriation de traits de la culture grecque concernait surtout les élites des pays dominés qui étaient en contact avec les élites grecques, a une dimension empirique, stratégique et pragmatique, avec des possibilités de négociation et d’accommodation. Sont aussi mis en avant l'existence d'échanges dans les deux sens, donc aussi des non-Grecs vers les Grecs, ainsi que de potentiels phénomènes de résistance à l'hellénisation (une « contre-acculturation »). Cela a notamment pour effet de rendre plus floue si ce n'est inopérante l'opposition entre Grecs et Indigènes, bien qu'elle soit conservée par commodité.
L'hellénisme peut être vu comme la culture « mondiale » de l'époque, la culture de référence sur un espace allant du Maroc à l'Afghanistan, adoptée et adaptée suivant des degrés et modalités divers par les populations se trouvant sur cet espace, jusqu'aux Romains. L'« hellénisation » constituerait alors une forme antique de « globalisation » culturelle, comprenant des références et une esthétique communes, reprises par des nombreuses populations sans forcément renier leurs origines et qu'elles se considèrent comme Grecques. Cela explique la diversité du phénomène, caractérisé par des situations d'adoption et d'adaptation d'éléments culturels de la culture globale grecque qui sont à chaque fois différentes localement, ce qui a pu être compris comme des processus de « glocalisation ».

## Les indices de l'hellénisation
À partir des conceptions antiques et modernes, les historiens ont mis en avant plusieurs éléments dont l'adoption indique l'hellénisation d'un individu ou d'une communauté :
- Le nom : l'adoption d'un nom grec par un individu issu d'un groupe non-grec est l'un des éléments les plus visibles dans la documentation textuelle (textes littéraires et épigraphie). Mais ce n'est pas déterminant : le fait de prendre ou de recevoir un nom grec n'est pas forcément un indice que l'on devient « Grec », cela peut aussi résulter d'un goût personnel ou encore d'une stratégie pour se rapprocher de l'élite politique grecque et des positions de pouvoir. Du reste certains individus portent un nom double, grec et non-grec, et des familles donnent à leurs enfants tantôt des noms grecs, tantôt des noms indigènes[17],[18].
- La langue et l'écriture grecques : apprendre la langue grecque est un marqueur fort de l'hellénisation, dans un monde plurilingue et des pays où le grec n'est pas une langue indigène. Cela crée des situations de bilinguisme. Cela ressort en fait surtout de la présence d'inscriptions en grec (dans plusieurs cas bilingues) qui ne donnent pas forcément d'indicateur sur la langue parlée. Certaines personnes peuvent exprimer une identité non grecque par le biais de la langue grecque. Néanmoins le progrès de l'écriture du grec dans plusieurs régions (Anatolie, Égypte, Phénicie, Bactriane) est un indicateur important de l'hellénisation, quand bien même cela se fait dans des sociétés mixtes culturellement[19]. Selon G. Rougemont, le choix de faire rédiger une inscription en grec montre à tout le moins l'« identité culturelle affichée » d'un individu, qui est donc incontestablement grecque, à défaut de donner son « profil culturel véritable »[20].
- La culture matérielle et l'art : la diffusion de la culture grecque se voit souvent par la présence d'objets de type grec, notamment des œuvres d'art reprenant à des degrés divers les canons de l'art grec, souvent mêlés de l'art autochtone. Mais il s'agit d'un phénomène complexe, qui a souvent commencé avant l'époque hellénistique, puisque les cultures antiques échangeaient depuis longtemps des codes visuels, dans plusieurs sens, facilitant ainsi l'adoption de modèles venus de l'extérieur. Cela se voit en particulier dans la représentation des divinités, qui se fait souvent sous une forme grecque, même s'il s'agit d'une divinité non-grecque[21].
- La vie en cité : c'est une caractéristique essentielle de l'hellénité, diffusée par les différentes vagues coloniales grecques qui ont abouti à la fondation de nouvelles cités, dans plusieurs cas au sein même d'anciennes villes indigènes. Ces cités adoptent des institutions civiques et des constructions de type grec, les plus significatives étant le gymnase et le théâtre. La présence de fontaines et de bains de type grec, d'inscriptions publiques grecques, sont aussi des indicateurs. Mais cela ne veut pas dire qu'on y vive de la même manière que dans des cités de la Grèce égéenne, puisque ces éléments grecs coexistent souvent avec ceux issus du substrat local[22].
- Les pratiques alimentaires : le mode de vie grec est notamment caractérisé par la consommation de vin, d'huile d'olive (qui sert aussi pour oindre le corps des athlètes), de miel et de pains/galettes de blé, là où beaucoup de cultures orientales sont plutôt consommatrices de pains/galettes et de bière d'orge ou d'engrain[23]. L'expansion grecque de l'époque hellénistique se caractérise par l'essor du commerce des produits grecs vers les nouvelles cités grecques, et aussi la diffusion des cultures de la vigne et du blé dans des régions où elles étaient jusqu'alors peu présentes comme la Basse Égypte et la Babylonie[24],[23].
- La religion : c'est un cas encore plus épineux, parce que dans la plupart des cas les religions locales ne sont pas supplantées par des cultes de type grec, bien que ceux-ci connaissent une certaine diffusion dans les nouvelles cités grecques. Le « syncrétisme » est en fait souvent limité à des phénomènes de juxtaposition ou d'interprétation (interpretatio graeca), c'est-à-dire qu'un divinité autochtone sera identifiée à la divinité grecque la plus proche, connue sous ce nom dans les textes grecs, pourra aussi prendre une image grecque, mais sera en général vénérée à la manière traditionnelle locale[25].

### Articles synthétiques
- (en) Simon Hornblower, « Hellenism, Hellenization », dans Simon Hornblower, Antony Spawforth et Esther Eidinow (dir.), The Oxford Classical Dictionary, Oxford, Oxford University Press, 2012, 4e éd., p. 656-657.
- (en) Rachel Mairs, « Hellenization », dans R.S. Bagnall, K. Brodersen, C.B. Champion, A. Erskine et S.R. Huebner (dir.), The Encyclopedia of Ancient History, Wiley, 2012 (DOI 10.1002/9781444338386.wbeah22144)

### Période hellénistique
- Maurice Sartre, « L'époque hellénistique », dans Maurice Sartre, Anne Sartre-Fauriat et Patrice Brun (dir.), Dictionnaire du monde grec antique, Paris, Larousse, coll. « In extenso », 2009, p. 24-28
- Philippe Clancier, Omar Coloru et Gilles Gorre, Les mondes hellénistiques : du Nil à l'Indus, Paris, Hachette Supérieur, coll. « Carré Histoire », 2017, 304 p. (ISBN 978-2-01-700986-3).
- Madalina Dana (dir.) et al., Le monde grec et l'Orient, 404 - 200 avant notre ère, Neuilly, Atlande, 2022
- Catherine Grandjean (dir.), Gerbert-Sylvestre Bouyssou, Christophe Chandezon et Pierre-Olivier Hochard, La Grèce hellénistique et romaine : D'Alexandre à Hadrien, 336 avant notre ère-138 de notre ère, Paris, Belin, coll. « Mondes Anciens », 2024
- (en) Peter Thonemann, The Hellenistic Age : A Very Short Introduction, Oxford, Oxford University Press, 2018

### Autres études
- Roland Étienne, Christel Müller et Francis Prost, Archéologie historique de la Grèce antique, Paris, Ellipses, 2014, 3e éd.
- Hervé Inglebert (dir.), Histoire de la civilisation romaine, Paris, Presses universitaires de France, coll. « Nouvelle Clio », 2005
- Georges Rougemont, « Les inscriptions grecques d’Iran et d’Asie centrale. Bilinguismes, interférences culturelles, colonisation », Journal des Savants, no 1,‎ 2012, p. 3-27 (lire en ligne).
- Gilles Dorival, « Qu’est-ce que l’hellénisation ? À propos de la Bible grecque des Septante », dans Sylvie David et Evelyne Geny (dir.), Troïka. Parcours antiques. Mélanges offert à Michel Woronoff. Volume II, Besançon, Presses Universitaires de Franche-Comté, coll. « Collection de l'Institut des Sciences et Techniques de l'Antiquité », 2012 (lire en ligne), p. 213-221
- (en) Kostas Vlassopoulos, Greeks and Barbarians, Cambridge, Cambridge University Press, 2013